# Psephenus murvoshi
Psephenus murvoshi är en skalbaggsart som beskrevs av Brown 1970. Psephenus murvoshi ingår i släktet Psephenus och familjen Psephenidae. Inga underarter finns listade i Catalogue of Life.